# Tergestinia sorbinii
Tergestinia sorbinii è un pesce osseo estinto, appartenente ai picnodontiformi. Visse nel Cretaceo superiore o forse nel Paleocene inferiore (circa 72 - 62 milioni di anni fa) e i suoi resti fossili sono stati ritrovati in Italia.

## Descrizione
Questo pesce era di dimensioni molto piccole, e non raggiungeva i 5 centimetri di lunghezza. Possedeva un corpo ovale e alto, compresso lateralmente come tutti i picnodonti. Tergestinia era caratterizzato da una combinazione di caratteri, la maggior parte dei quali derivata: testa più alta del corpo, altezza massima del corpo posta nella parte posteriore del cranio; lacuna postcefalica (sopraoccipitale) assente; osso preopercolare molto ridotto, inferiore alla porzione ornata dell'osso iomandibolare; denti prearticolari con contorno sigmoide o a goccia; presenza di forti crenulazioni e di un solco sui denti vomerini e prearticolari; 18-19 raggi della pinna caudale, 8 nel lobo superiore, 10-11 nel lobo inferiore; pinna caudale triangolare, con margine distale verticale; presenza di 1-2 spine poste sulla linea mediana delle scaglie ventrali più grandi.

## Classificazione
Tergestinia è un rappresentante dei picnodontidi, la famiglia di pesci picnodontiformi comprendente anche il genere eponimo Pycnodus e numerose altre forme note dal Giurassico all'Eocene. In particolare, sembra che Tergestinia fosse un membro derivato della famiglia, all'interno della sottofamiglia Pycnodontinae.
Tergestinia sorbinii venne descritto per la prima volta nel 2000, sulla base di resti fossili rinvenuti nel giacimento di Trebiciano, nei pressi di Trieste, in terreni risalenti all'inizio del Paleocene, appena dopo l'estinzione del Cretaceo. 